# Neolloydia
Neolloydia es un género de cactus que se encuentra únicamente en las áreas secas de sur de Texas y el Desierto de Chihuahua al nordesde de México.
Fue descrito por Britton & Rose en 1922 clasificando tres especies que antes se encontraban en Mammillaria: (N. conoidea, N. ceratites, y N. grandiflora). Una cuarta especie se agregó en 1923 (N. texensis). Pero hasta 1948 no se añadió la quinta (N. matehualensis) por Backeberg.
Desde entonces, Neolloydia ha sido refugio de diversas especies de géneros tan diversos como Mammillaria, Coryphantha, Escobaria, Echinomastus, Cumarinia, y Thelocactus. 
No fue hasta que Glass y Foster en 1977 demostraron que hay pocas diferencias botánicas entre Turbinicarpus y Gymnocactus cuando la definición del género Neolloydia empezó a tomar forma. Su trabajo fue seguido por John y Říha 1981 y finalmente por Anderson en 1986. Ahora parece que el trabajo de Anderson sobre Neolloydia ha sido generalmente aceptado.

## Especies
- Neolloydia conoidea
  - Neolloydia conoidea var. matehualensis
- Neolloydia mandragora
- Neolloydia matehualensis
- Neolloydia subterranea
  - Neolloydia subterranea var. zaragozae
- Neolloydia texensis
- etc.

## Sinonimia
- Napina Fric (nom. inval.)
- Pseudosolisia Y.Itô (nom. inval.)